# Dornas
Dornas är en kommun i departementet Ardèche i regionen Auvergne-Rhône-Alpes i sydöstra Frankrike. Kommunen ligger  i kantonen Le Cheylard som ligger i arrondissementet Tournon-sur-Rhône. År 2022 hade Dornas 198 invånare.

## Befolkningsutveckling
Antalet invånare i kommunen Dornas
Referens: INSEE